# Dendrocnide gigantea
Dendrocnide gigantea là loài thực vật có hoa trong họ Tầm ma. Loài này được (Poir.) Chew mô tả khoa học đầu tiên năm 1965.